# Yogi w kosmosie
Yogi w kosmosie (ang. Yogi's Space Race, 1978–1979) – amerykański serial animowany wyprodukowany w 1978 roku przez studio Hanna-Barbera.
Emitowany był przez NBC od 9 września do 2 grudnia 1978 roku w sobotnich porankach. W Polsce serial nadawany był dawniej w latach 90. w telewizji Polsat.

## Obsada
- Daws Butler –
  - Miś Yogi,
  - Pies Huckleberry
- Joe Besser – Scare Bear
- Mel Blanc – Quack-Up
- Frank Welker –
  - Jabberjaw,
  - Buford,
  - Nugget Nose,
  - Captain Good/Phantom Phink,
  - Clean Kat/Sinister Sludge
- Marilyn Schreffler – Wendy
- Pat Parris –
  - Rita,
  - Cindy Mae
- Dave Landsburg – Woody
- Gary Owens – Narrator

i inni

## Spis odcinków
| N/o            | Polski tytuł | Angielski tytuł                         |
| -------------- | ------------ | --------------------------------------- |
|                |              |                                         |
| SERIA PIERWSZA |              |                                         |
|                |              |                                         |
| 01             |              | The Saturn 500                          |
|                |              |                                         |
| 02             |              | The Neptune 9000                        |
|                |              |                                         |
| 03             |              | The Pongo Tongo Classic                 |
|                |              |                                         |
| 04             |              | Nebuloc-The Prehistoric Planet          |
|                |              |                                         |
| 05             |              | The Spartikan Spectacular               |
|                |              |                                         |
| 06             |              | The Mizar Marathon                      |
|                |              |                                         |
| 07             |              | The Lost Planet of Atlantis             |
|                |              |                                         |
| 08             |              | Race Through Oz                         |
|                |              |                                         |
| 09             |              | Race Through Wet Galoshes               |
|                |              |                                         |
| 10             |              | The Borealis Triangle                   |
|                |              |                                         |
| 11             |              | Race to the Center of the Universe      |
|                |              |                                         |
| 12             |              | Race Through the Planet of the Monsters |
|                |              |                                         |
| 13             |              | Franzia                                 |
|                |              |                                         |